# Галл, Карлотта
Карлотта Галл (англ. Carlotta Gall; род. XX век) — старшая корреспондентка газеты The New York Times, освещающая войну в Украине.

## Образование и карьера
Окончила Ньюнэм-колледж Кембриджского университета, Великобритания, по специальности французский и русский языки. Получила степень магистра в области международных отношений и журналистики в Лондонском городском университете.
Начала свою журналистскую карьеру в 1994 году в газете The Moscow Times. Работала в странах постсоветского пространства. Присоединилась к газете The New York Times в 1999 году. Освещала войну в Косово и падение президента Сербии Слободана Милошевича. В течение десяти лет после террористических актов 11 сентября 2001 года вела репортажи из Афганистана и Пакистана. С 2013 по 2017 год базировалась в городе Тунисе, столице Туниса, освещая последствия Арабской весны. В 2014 году вышла книга Галл The Wrong Enemy (англ. The Wrong Enemy). С 2017 по 2022 год Галл являлась руководителем бюро The New York Times в Стамбуле, Турция. Её работы публиковались в The Economist и The Financial Times.
Владеет французским, русским и испанским языками.